# Rocky De La Fuente

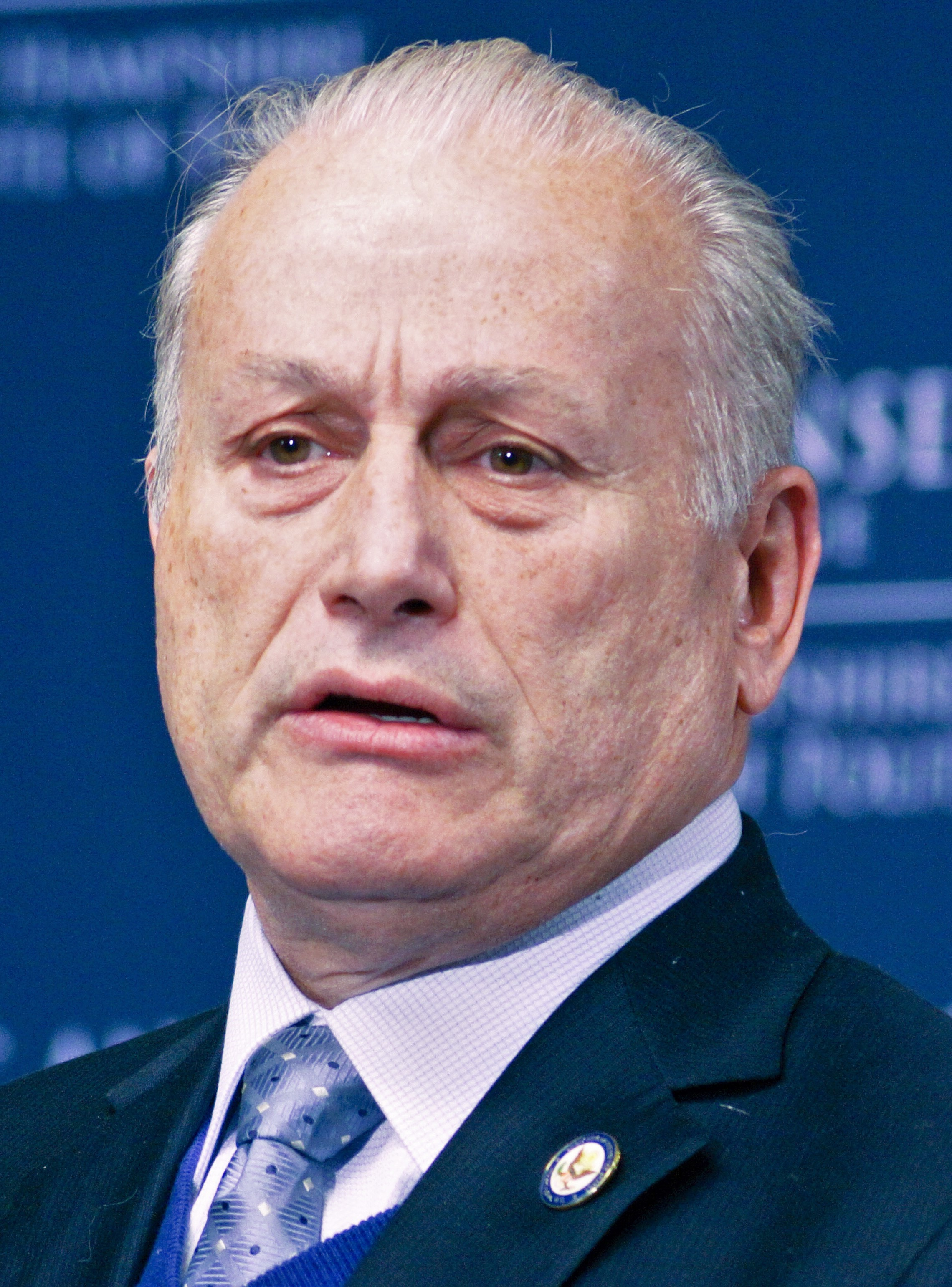
Rocky De La Fuente

Roque „Rocky“ De La Fuente Guerra (* 10. Oktober 1954 in San Diego, Kalifornien) ist ein mexikanisch-amerikanischer Geschäftsmann und Politiker.

## Ausbildung
De La Fuente wurde in San Diego als Sohn des Automobilhändlers Roque Antonio De La Fuente Alexande und dessen Frau Bertha Guerra Yzaguirre geboren. Er wuchs in Mexiko und den USA auf und genoss eine religiös fundierte Erziehung und Ausbildung. De La Fuente erreichte eine Bachelor-Abschluss in Physik und Mathematik an der Nationalen Autonomen Universität von Mexiko und absolvierte ein Studium des Rechnungswesens und der Betriebswirtschaftslehre an der Universidad Anáhuac México nahe Mexiko-Stadt.

## Karriere
In den 1980er-Jahren stieg er in das Automobilgeschäft seines Vaters ein und übernahm dies nach dessen Tod. De La Fuente gründete darüber hinaus drei eigene Banken; unter anderem mit Geschäftsstellen in Mexiko und den USA (Berlin City).
Ende der 1990er-Jahre erhielt er vom San Diego County 38,7 Millionen US$ für ein Grundstück, welches ihm und seinem Vater gehörte. Auf diesem soll ein Gefängnis errichtet werden.
De la Fuente wurde 2007 durch die Federal Deposit Insurance Corporation von der Teilnahme an Bankgeschäften ausgeschlossen. Die Anklage, sich an den Bankgeschäften persönlich bereichert zu haben, ging in Berufung.

## Politik
De La Fuente wurde bei der Präsidentschaftswahl in den Vereinigten Staaten 2016 sowohl von der Reform Party der USA als auch von seiner eigenen American Delta Party nominiert. Er erzielte einen Anteil von 0,02 Prozent der Stimmen. Weiterhin kandidierte er im selben Jahr für die Senatswahl in Florida. Zwei Jahre später kandidierte er erfolglos bei neun Primaries für den Senat der Vereinigten Staaten.
Bei der Präsidentschaftswahl 2020 trat er als einer der Kontrahenten von Donald Trump für die Republikanische Partei an, verlor jedoch die Vorwahl. Trotzdem wurde er von der Alliance Party, der Reform Party, der American Delta Party, der Natural Law Party und der Independent Party als Präsidentschaftskandidat nominiert.